# Gematrie
Gematrie (von hebräisch גימטריה gimatrija), auch Gematria oder Gimatria,  ist die hermeneutische Technik der Interpretation von Worten mit Hilfe von Zahlen. Dabei werden Buchstaben  nach unterschiedlichen Schlüsseln in ihre entsprechenden Zahlenwerte überführt, um aus diesen Bedeutungen zu erschließen und Beziehungen herzustellen.
| Zahlenwerte im hebräischen Alphabet | Zahlenwerte im hebräischen Alphabet | Zahlenwerte im hebräischen Alphabet |
| ----------------------------------- | ----------------------------------- | ----------------------------------- |
| Buchstabe                           | Buchstabe                           | Wert                                |
| Aleph                               | א                                   | 1                                   |
| Beth                                | ב                                   | 2                                   |
| Gimel                               | ג                                   | 3                                   |
| Daleth                              | ד                                   | 4                                   |
| He                                  | ה                                   | 5                                   |
| Waw                                 | ו                                   | 6                                   |
| Zajin                               | ז                                   | 7                                   |
| Chet                                | ח                                   | 8                                   |
| Tet                                 | ט                                   | 9                                   |
| Jod                                 | י                                   | 10                                  |
| Kaph                                | כ                                   | 20                                  |
| Lamed                               | ל                                   | 30                                  |
| Mem                                 | מ                                   | 40                                  |
| Nun                                 | נ                                   | 50                                  |
| Samech                              | ס                                   | 60                                  |
| Ajin                                | ע                                   | 70                                  |
| Pe                                  | פ                                   | 80                                  |
| Tzade                               | צ                                   | 90                                  |
| Koph                                | ק                                   | 100                                 |
| Resch                               | ר                                   | 200                                 |
| Schin                               | ש                                   | 300                                 |
| Taw                                 | ת                                   | 400                                 |
| Kaph (final)                        | ך                                   | 500                                 |
| Mem (final)                         | ם                                   | 600                                 |
| Nun (final)                         | ן                                   | 700                                 |
| Pe (final)                          | ף                                   | 800                                 |
| Tzade (final)                       | ץ                                   | 900                                 |

## Geschichte
Die Gematrie beruht auf der Tatsache, dass im griechischen und im hebräischen Alphabet den Buchstaben aufgrund ihrer Stellung im Alphabet bestimmte Zahlenwerte zugeordnet sind (vgl. auch die Abdschad-Zahlen im Arabischen), die auch – neben anderen Systemen von Zahlzeichen – zur Darstellung von Zahlen verwendet werden konnten und können. Daher kann jedes Wort auch als eine Gruppe von Zahlzeichen gelesen und eine Summe dafür angegeben werden. Ihre proportionale Struktur, die Summe ihrer Einzelwerte oder ein durch andere Rechenoperationen gewonnener Wert steht dann für das Wort und kann zu anderen Zahlen, Worten und Wortproportionen in Beziehung gesetzt werden. Gematrie findet man in vielen Kulturen, besonders ausgeprägt erscheint sie in der jüdischen Kabbalistik ab dem 13. Jahrhundert. Dabei ist sie vor allem im praktischen und mystischen Teil der kabbalistischen Traditionen (Hermetische Kabbala, Christliche Kabbala) bedeutsam, hier insbesondere in der theosophischen und magischen Kabbala.
Das Wort Gematrie ist ein hebräisches Lehnwort aus dem Griechischen. Die genaue Ableitung ist jedoch unklar. Wahrscheinlich stand altgriechisch γεωμετρία geometria („Landvermessung“) Pate. Jedoch wurden auch Ableitungen von γράμμα gramma bzw. γραμματεία grammateia („Geschriebenes“) mit erleichternder Konsonantenumstellung erwogen.
Zum ersten Mal wird das Wort greifbar im Mischnatraktat Sprüche der Väter (פרקי אבות, „Pirqe Abot“), wo es heißt: „Astronomie und Gematrien sind Zukost zur Weisheit“ (Abot III). Ob hiermit schon Gematrie in späterem Sinne gemeint ist, ist zweifelhaft, da mit der parallelen Nennung der Astronomie der Gegensatz zwischen Himmel (Astronomie) und Erde (Geometrie) angesprochen scheint. Im Traktat Terumot des Jerusalemer Talmud heißt es: „Wir tasteten hier in der Irre wie der Stab des Blinden, bis wir es durch חשבון גימטריא erschlossen“ (pTer V,1). Der hier verwendete hebräische Ausdruck heißt etwa: „gematrische Berechnung“.
Bei vielen Stellen der hebräischen Bibel bzw. des Alten Testamentes gibt es Interpretationen über einen möglichen gematrischen Hintergrund. Gematrie bezieht sich dabei ausschließlich auf die Konsonanten-Buchstaben eines Textes; die eigentlichen kleineren Vokalzeichen wurden dem hebräischen und aramäischen Bibeltext erst später hinzugefügt. Gekennzeichnet werden jedoch schon im Urtext in bestimmten Fällen lange Vokale im Silbenauslaut durch Konsonanten-Buchstaben als Platzhalter (Matres lectionis), z. B. bedeutet der Buchstabe ו (Waw) am Silbenanfang [w], im Silbenauslaut [u:] oder [o:]. Die „lange“ „Pleneschreibung“ eines Wortes ist dabei oft nach den orthografischen Regeln fakultativ und kann mit der kurzen „Defektivschreibung“ wechseln. Gelegentlich sind in verschiedenen alten Handschriften des masoretischen Textes unterschiedliche Versionen überliefert, oder man setzt hypothetisch eine andere ursprüngliche Schreibweise an, um ein bestimmtes Zahlenergebnis bei der gematrischen Umrechnung zu erreichen. So öffnet sich ein weites Feld für Spekulationen.
Ernstzunehmende Hinweise auf Gematrie im Alten Testament gibt es nur wenige:
- In Gen 14,14 EU ist von 318 Knechten Abrahams die Rede, die er zur Rettung seines Neffen Lot losschickt. Dies entspricht dem Zahlwert von Elieser (אליעזר), dem obersten Knecht und Vertrauten Abrahams Gen 15,2-3 EU. Die Bedeutung von Elieser lautet wiederum „mein Gott ist Hilfe“. Es handelt sich hierbei also um einen „sprechenden Namen“.
- 1 Kön 5,12 EU wird berichtet, dass der weise König Salomo 1.005 Lieder gedichtet hat. Dies entspricht dem Zahlwert von שיר למלך שלמה „Lieder von König Salomo“.[3]

Auch diese beiden relativ einleuchtenden Beispiele von Gematrie im Alten Testament sind in der Bibelexegese nicht unumstritten und dürften, wenn die Interpretation zutrifft, in der Spätzeit des Alten Testamentes entstanden sein.
Im Neuen Testament wird oft im Evangelium nach Matthäus ein Beispiel gematrischer Deutung vermutet: Nach Mt 1,17  sind es 14 Geschlechter von Abraham bis David, 14 Geschlechter von David bis zur Babylonischen Gefangenschaft und 14 Geschlechter von der Babylonischen Gefangenschaft bis zu Christus; 14 entspricht dem Zahlenwert von דוד „David“.
Die explizite Verwendung hebräischer Buchstaben als Zahlen ist in der hebräischen Bibel nicht und im außerbiblischen Judentum erst im 1. Jahrhundert v. Chr. bezeugt. Zu dieser Zeit waren jedoch griechische Zahlenbuchstaben bereits mindestens seit zweihundert Jahren in Gebrauch, so dass man in der Forschung annimmt, die Gematrie gehe auf griechische Einflüsse, insbesondere auf die pythagoreische Zahlenmystik zurück. Dabei ist zu berücksichtigen, dass sich die hebräische und die griechische Schrift aus dem phönizischen Alphabet entwickelten und von dorther ähnlichen Entwicklungstendenzen unterworfen waren.
| Zahlenwerte im griechischen Alphabet | Zahlenwerte im griechischen Alphabet | Zahlenwerte im griechischen Alphabet |
| ------------------------------------ | ------------------------------------ | ------------------------------------ |
| Buchstabe                            | Buchstabe                            | Wert                                 |
| Alpha                                | α                                    | 1                                    |
| Beta                                 | β                                    | 2                                    |
| Gamma                                | γ                                    | 3                                    |
| Delta                                | δ                                    | 4                                    |
| Epsilon                              | ε                                    | 5                                    |
| Digamma                              | ϝ                                    | 6                                    |
| Zeta                                 | ζ                                    | 7                                    |
| Eta                                  | η                                    | 8                                    |
| Theta                                | θ                                    | 9                                    |
| Iota                                 | ι                                    | 10                                   |
| Kappa                                | κ                                    | 20                                   |
| Lambda                               | λ                                    | 30                                   |
| My                                   | μ                                    | 40                                   |
| Ny                                   | ν                                    | 50                                   |
| Xi                                   | ξ                                    | 60                                   |
| Omikron                              | ο                                    | 70                                   |
| Pi                                   | π                                    | 80                                   |
| Qoppa                                | ϟ                                    | 90                                   |
| Rho                                  | ρ                                    | 100                                  |
| Sigma                                | σ                                    | 200                                  |
| Tau                                  | τ                                    | 300                                  |
| Ypsilon                              | υ                                    | 400                                  |
| Phi                                  | φ                                    | 500                                  |
| Chi                                  | χ                                    | 600                                  |
| Psi                                  | ψ                                    | 700                                  |
| Omega                                | ω                                    | 800                                  |
| Sampi                                | ϡ                                    | 900                                  |

## Verfahren
Gematrie ist ein Verfahren der Hermeneutik, mit dem eine Stelle oder ein Wort unter Berücksichtigung seiner zahlenmäßigen Struktur interpretiert wird. Bei Rabbi Elieser ben Jose ha-Gelili wird es als die 29. von den 32 Auslegungsregeln erwähnt.
Bei der Auslegung werden verschiedene Verfahren angewandt. Dazu gehören beispielsweise folgende Berechnungen:
- Bildung der Summe der Zahlzeichen eines Wortes und Bezug auf Worte mit gleichem Wert (Isopsephie)
- Berücksichtigung des vollen Wertes eines jeden Buchstabens, wobei der Buchstabe wiederum als ganzes Wort gelesen und gezählt wird.
- Atbasch: Als Buchstabenwert wird der Wert jenes Buchstabens genommen, der in der Reihenfolge des Alphabets spiegelbildlich erscheint. Der Wert des ersten Buchstaben wird also mit dem Wert des letzten, der des zweiten mit dem Wert des zweitletzten vertauscht usw.

Gershom Scholem zitiert über 70 verschiedene Schlüssel der Umsetzung. Aus solchen Dimensionen ergeben sich eine Vielzahl von Kombinationsmöglichkeiten, die dem Verständnis fast unbegrenzte Möglichkeiten eröffnen. Dies erschwert einen einfachen Zugang zu den Methoden und hat auch zum Vorwurf der phantasievollen Beliebigkeit geführt. Die Entdeckung von Beziehungen und Zusammenhängen zwischen Begriffen wird jedoch im Judentum auch als mystische Meditation verstanden, die bewusst mit Mitteln der Assoziation arbeitet.
Durch das Traumbuch Artemidors ist bezeugt, dass bei der gematrischen Deutung von Personennamen zuweilen die Thesis-Werte der Buchstaben zugrunde gelegt wurden, wenn die sonst auch für solche Zwecke üblichen milesischen Werte unpassend hoch ausgefallen wären.

## Beispiele
Gematrie lässt sich in der Tora selbst nicht nachweisen, obwohl dort viel etymologisch erklärt wird. Hier einige Gleichungen nach gematrischem Verfahren der Rabbinen:
1. צמח (Semach – Keim) = מנחם (Menachem – Tröster): Der Zahlenwert beider Worte ist 138. Dieser identische Wert soll die messianische Aussage „Der Tröster ist ein Keim“ begründen.
2. משיח (Maschiach – Gesalbter, Messias) = נחש (Nachasch – Schlange): Der Zahlenwert beider Worte ist 358. Daraus wird geschlossen, dass die List der Schlange darin besteht, dem Menschen als Erlöser zu erscheinen.[9]
3. יהוה (JHWH) = מקום (Makom – Ort): Makom wird im Judentum auch als umschreibende Bezeichnung Gottes verwendet. Der Zahlenwert von Makom ist 186. Den gleichen Wert ergibt die Summe der Quadrate der einzelnen Buchstaben von JHWH (10-5-6-5 → 100+25+36+25 = 186).
4. Im biblischen Ausdruck „ein Land, das von Milch und Honig fließt“, hat das Wort chalav, das hebräische Wort für Milch, einen Zahlenwert von 8+30+2=40. Dies soll auf die 40 Tage hindeuten, die Mose auf dem Berg Sinai verbrachte.

Das populärste und wirkungsreichste biblische Beispiel zur Gematrie findet sich in der christlichen Offenbarung des Johannes im Neuen Testament (Offb 13,18 ). Dort wird die „Zahl des Tieres“, einer widergöttlichen mythischen Gestalt, mit „Sechshundertsechsundsechzig“ angegeben. Die verbreitetste Auflösung dieser Zahl deutet sie auf die hebräische Transkription נרון קסר für den griechischen Namen „Kaiser Nero“.

### Trivia
Im Zuge der COVID-19-Pandemie wurde 2020 auf Plakaten in ultra-orthodoxen Gemeinden in Jerusalem die Seuche als göttliche Strafe interpretiert, unter anderem, weil der Zahlenwert sowohl für „Corona-Epidemie“ (מגיפת קורונה) als auch für „fehlenden Anstand“ (חוסר צניעות) 900 beträgt. Andere orthodoxe Geistliche wiesen die Idee, aus der Gematrie Erkenntnisse über die Pandemie gewinnen zu können, jedoch zurück.